# Kasteel van Tiffauges
Het Kasteel van Tiffauges (Frans: Château de Tiffauges) is een kasteel in de Franse gemeente Tiffauges. Het kasteel is een beschermd historisch monument sinds 1957. 
Hier vond het verderfelijke misbruik van kinderen en de wrede moord op hen, tijdens een satanisch ritueel, door Gilles de Rais, een wapenbroeder van Jeanne d'Arc plaats. Het kasteel wordt ook genoemd als het kasteel van Blauwbaard.